# Рич-Сквер (Північна Кароліна)
Рич-Сквер (англ. Rich Square) — місто (англ. town) в США, в окрузі Нортгемптон штату Північна Кароліна. Населення — 894 особи (2020).

## Географія
Рич-Сквер розташований за координатами 36°16′26″ пн. ш. 77°17′2″ зх. д. / 36.27389° пн. ш. 77.28389° зх. д. (36.273942, -77.283906).  За даними Бюро перепису населення США в 2010 році місто мало площу 7,99 км², уся площа — суходіл.

## Демографія
Згідно з переписом 2010 року, у місті мешкало 958 осіб у 397 домогосподарствах у складі 237 родин. Густота населення становила 120 осіб/км².  Було 489 помешкань (61/км²).
Расовий склад населення:
| - 62,6 % — чорних або афроамериканців - 35,9 % — білих - 0,4 % — корінних американців |

До двох чи більше рас належало 1,0 %. Частка іспаномовних становила 1,5 % від усіх жителів.
За віковим діапазоном населення розподілялося таким чином: 17,7 % — особи молодші 18 років, 52,4 % — особи у віці 18—64 років, 29,9 % — особи у віці 65 років та старші. Медіана віку мешканця становила 50,8 року. На 100 осіб жіночої статі у місті припадало 81,1 чоловіків;  на 100 жінок у віці від 18 років та старших — 74,3 чоловіків також старших 18 років.
Середній дохід на одне домашнє господарство  становив 37 289 доларів США (медіана — 30 972), а середній дохід на одну сім'ю — 47 868 доларів (медіана — 38 583). За межею бідності перебувало 23,6 % осіб, у тому числі 33,8 % дітей у віці до 18 років та 15,3 % осіб у віці 65 років та старших.
Цивільне працевлаштоване населення становило 316 осіб. Основні галузі зайнятості: освіта, охорона здоров'я та соціальна допомога — 22,5 %, виробництво — 14,9 %, роздрібна торгівля — 14,6 %.